# Stress: The Extinction Agenda
Stress: The Extinction Agenda è il secondo album del duo hip hop statunitense Organized Konfusion, pubblicato il 16 agosto 1994 e distribuito da Hollywood BASIC. Per il mercato europeo la distribuzione è affidata a Intercord.
L'album, pur non eguagliando l'apprezzamento del lavoro precedente, ottiene eccellenti recensioni ed entra nella Billboard 200. Stress: The Extinction Agenda è considerato un classico underground: nel 1998,  la rivista The Source lo inserisce nella sua lista dei 100 migliori album hip hop. Stanton Swilhart, per Allmusic, scrive «ciò che Stress avrebbe potuto perdere in freschezza e allegria rispetto al suo predecessore, tuttavia, lo acquista in coesione, consapevolezza, risonanza e, più sorprendentemente, visione.»
| Recensione | Giudizio |
| ---------- | -------- |
| AllMusic   | [ 2 ]    |
| RapReviews | [ 3 ]    |
| The Source | [ 4 ]    |

## Tracce
Testi di Charles Mingus (traccia 2), Herbie Hancock (traccia 3), Patrice Rushen (traccia 9), Julian Adderley (traccia 11), Troy Jamerson e Lawrence Baskerville. Musiche di Buckwild (tracce 2, 4 e 9), Rockwilder (traccia 13) e Organized Konfusion. La traccia 8 è co-prodotta da Organized Konfusion. Scratches di D-Ave (traccia 3).
1. Intro – 1:58
2. Stress – 4:00
3. The Extinction Agenda – 3:56
4. Thirteen – 3:52
5. Black Sunday – 3:15
6. Drop Bombs – 1:30
7. Bring It On – 3:14
8. Why – 4:07
9. Let's Organize (featuring O.C. & Q-Tip) – 4:18
10. 3-2-1 – 3:22
11. Keep It koming – 3:56
12. Stray Bullet – 3:42
13. Maintain – 4:18

Durata totale: 45:28

## Classifiche

### Classifiche settimanali
| Classifica (1994)         | Posizione massima |
| ------------------------- | ----------------- |
| Stati Uniti               | 187               |
| US Heatseekers Albums     | 10                |
| US Top R&B/Hip-Hop Albums | 28                |